# Otello Profazio
Otello Profazio (26. prosince 1934 Rende – 23. července 2023) byl italský zpěvák a kytarista. Svou kariéru zahájil v roce 1953, kdy se účastnil pěvecké rozhlasové soutěže, v níž vystupoval s písní „U' Ciucciu“. Většího úspěchu se mu dostalo roku 1964, kdy vydal desku Il treno del sole, obsahující zhudebněné básně Ignazia Buttitty. Pět let rovněž uváděl hudební pořad Quando la gente canta na televizní stanici Rai 2. Řadu let rovněž přispíval sloupky do novin Gazzetta del Sud. V roce 2016 získal ocenění Premio Tenco.